# Comté de Webster (Virginie-Occidentale)
Pour les articles homonymes, voir Comté de Webster.
Le comté de Webster est un comté des États-Unis situé dans l’État de Virginie-Occidentale. En 2000, la population était de 9 719 habitants. Son siège est Webster Springs.

## Principales villes
- Camden-on-Gauley
- Cowen
- Webster Springs (ou Addison)